# Blepharidium guatemalense
Blepharidium guatemalense är en måreväxtart som beskrevs av Paul Carpenter Standley. Blepharidium guatemalense ingår i släktet Blepharidium och familjen måreväxter. Inga underarter finns listade i Catalogue of Life.